# Ki (zeitate)
Ki a fost o zeiță a pământului în mitologia sumeriană. Ki era consoarta lui Anu, zeul sumerian al cerului. În unele legende  Ki și Anu au fost frate și soră, fiind copii lui Anșar (care simboliza totalitatea lucrurilor cerești) și Kașir (care simboliza totalitatea lucrurilor pământești), personificări anterioare ale cerului și al pământului.
Fiind soția lui Anu, Ki a dat naștere la Anunnaki, cel mai important dintre aceste zeități fiind Enlil, zeul aerului. Conform legendelor, cerul și pământul au fost inseparabile până când Enlil a fost născut; Enlil fiind cel care a despicat cerul și pământul în două. An a luat cerul, iar Ki, în companie cu Enlil, a luat pământul.  